# Same (Pflanze)

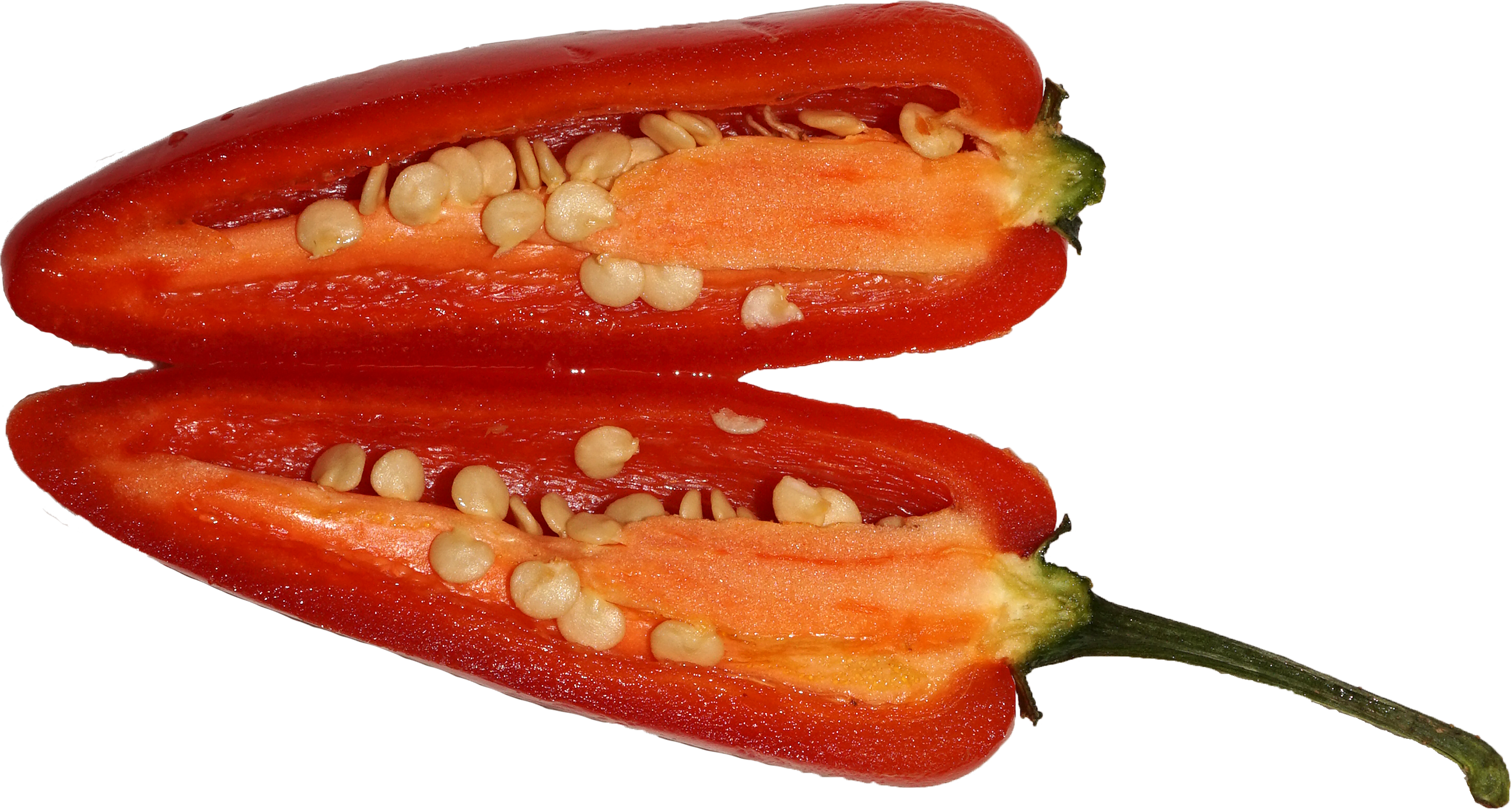
Aufgeschnittene Paprika-Beere mit gelblichen Samen

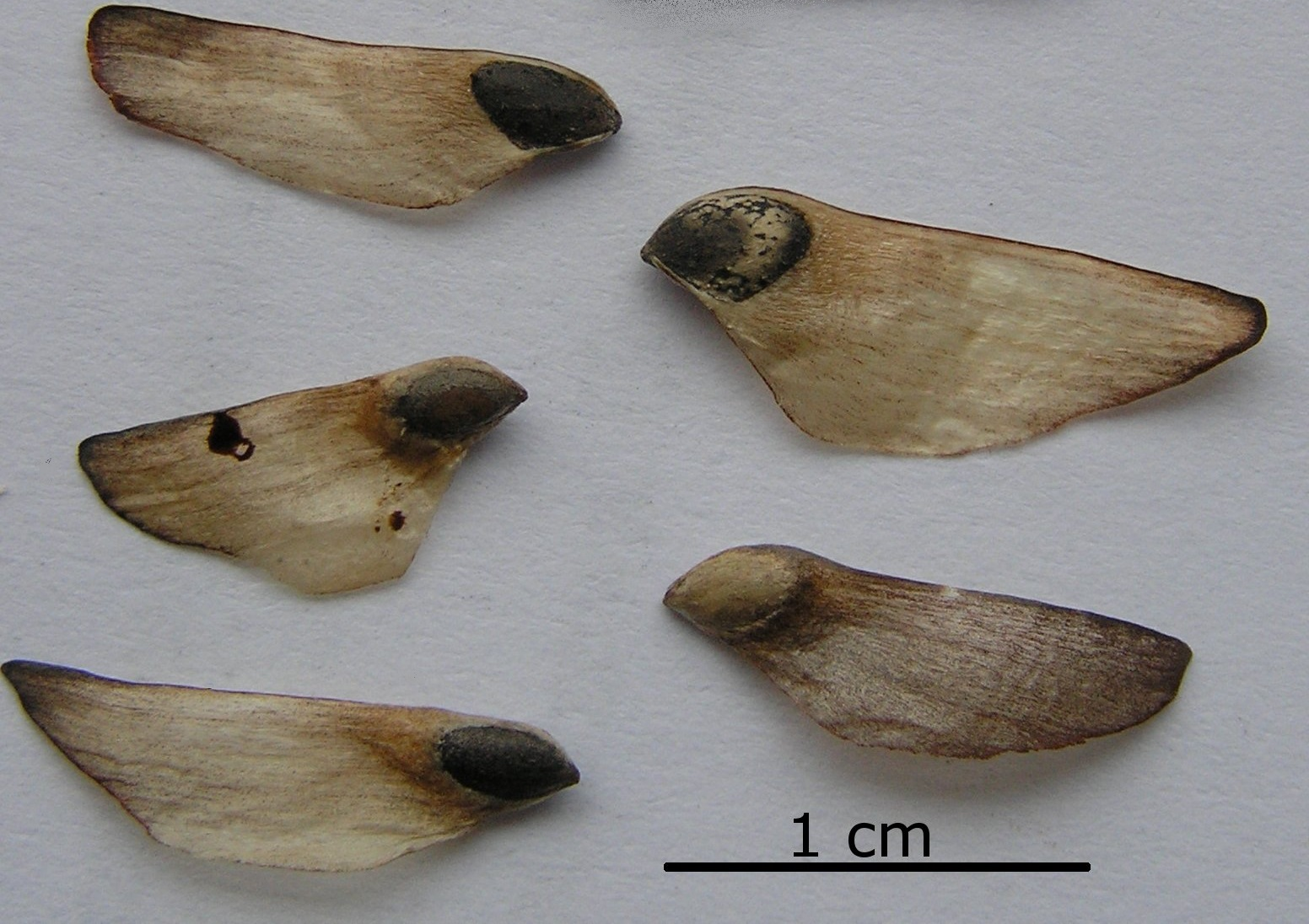
Samen einer nacktsamigen Pflanze (Pinus sylvestris)

Schemazeichnung: Same einer Bohne

Ein Same oder Samen (wie lateinisch semen ‚Samen‘, ‚Setzling‘, „das Fallengelassene“, aus indogermanischer Wurzel sēi ‚entsenden‘, ‚werfen‘ und verwandt mit säen), im Plural auch Sämereien, ist eine der Ausbreitung dienende Gewebestruktur der Samenpflanzen (Spermatophyta), die aus einer Samenschale (Testa), dem Embryo und häufig noch einem Nährgewebe (Endosperm oder Perisperm) besteht. Der Same bietet dem Pflanzenembryo die Voraussetzungen, um unter günstigen Keimungsbedingungen zu einem Sämling und dann zu einer ausgewachsenen Pflanze heranzuwachsen.
Samen entstehen, nachdem eine in den Samenanlagen sitzende Eizelle durch eine generative Zelle eines Pollenkorns befruchtet wurde. Aus der befruchteten Eizelle (Zygote) entsteht durch mitotische Zellteilungen ein pflanzlicher Embryo, der aber nicht weiterwächst, sondern durch teilweise Austrocknung in einer Art vorläufiger Wartestellung gehalten wird.
Dabei gibt es bedeutende Detailunterschiede zwischen
- Nacktsamern (Gymnospermae): Der Same liegt frei und ist nicht von einer Fruchtwand (Perikarp) umschlossen.[4]
- Bedecktsamern (Angiospermae): Der Same liegt im Fruchtknoten (Karpell) und ist demnach von einer Fruchtwand umschlossen.[4]

Gärtner und Landwirte sprechen statt von Samen häufig von Saat oder Saatgut. Pflanzensamen enthalten von Natur aus endophytische Mikroorganismen, die verschiedene Funktionen erfüllen können, darunter der Schutz vor Krankheiten.